# Flore Descriptive et Illustrée de la France (de la Corse et des Contrees Limitrophes)
Flore Descriptive et Illustrée de la France (de la Corse et des Contrees Limitrophes) (abreviado Fl. Descr. France) es un libro con ilustraciones y descripciones botánicas que fue escrito por el religioso, y botánico francés Hippolyte Jacques Coste y publicado en fascículos en los años 1901-1906.
Flore descriptive et illustrée de la France de la Corse et des contrées limitrophes, 1901-1906. Klincksieck, Paris, 3 vols. xxxvi + 416/627/vii + 807. Reeditó en 1937 Librairie des Sciences et des Arts, París, y en 1985 Librairie Scientifique et Technique Albert Blanchard, París, 1990, 2007 en línea Tela Botanica